# 深沢紅子
深沢 紅子（ふかざわ こうこ、1903年3月23日 - 1993年3月25日）は、日本の洋画家。岩手県盛岡市出身。夫深沢省三も洋画家・童画家。戦前戦後を通じ、堀辰雄や立原道造らの本の装幀のほか、童話の挿絵なども多く手がけた。深沢夫妻は作品を描き続ける一方、絵画指導を通じて児童教育にも熱心に携わった。

## 年譜
- 1903年（明治36年）3月23日、父四戸慈文・母キヌの一人娘として盛岡に生まれる
- 1909年 - 岩手師範附属小学校（現・岩手大学教育学部附属小学校）入学
- 1919年 - 盛岡高等女学校（現・岩手県立盛岡第二高等学校）卒業。12歳より日本画を学んでいたことから、東京の女子美術学校（現女子美術大学）日本画科へ入学
- 1921年 - 同油絵科へ転科、岡田三郎助門下生となる
- 1923年 - 卒業の年、同郷の画家・深沢省三と結婚
- 1925年 - 第12回二科展に「花」「台の上の花」を初出品。女性で唯一の入選となる
- 1927年 - 岡田三郎助の紹介で、和田三造主宰の日本標準色協会創立に参加し、二年間標準色の選定に従事
- 1936年 - 有島生馬、安井曾太郎、山下新太郎らが二科展を脱退して一水会を創立するのに参画、第1回展から出品
- 1938年 - 陸軍従軍画家となった省三とともに大陸（蒙古）へ渡る
- 1941年 - 第5回一水会展にて「スカーフの女」が一水会賞を受賞
- 1945年 - 終戦を期に盛岡へ帰る
- 1946年 - 雫石町に入植、開拓にあたる。盛岡において児童対象の日曜図画教室や生活学校を開催し、省三とともに指導にあたる。同年、一水会会員となる
- 1947年 - 岩手美術研究所開設に伴い、省三、舟越保武のほか、東京から画家を招いて指導にあたる。女流画家協会創立に参加、委員に挙げられる
- 1948年 – 岩手美術研究所の活動をもとに県立岩手美術工芸学校（のちの盛岡短期大学美術工芸科、および岩手大学特設美術科）設立。盛岡での活動が増えたため、再び住居を盛岡に移す
- 1949年 - 第11回一水会展で「かんぞうを持てる少女」「少女たち」が一水会優賞を受賞。省三とともに第2回岩手日報文化賞受賞
- 1951年 - 県立岩手美術工芸学校が短期大学として認可されると同時に教授就任
- 1952年 - 一水会常任委員
- 1955年 - 盛岡短期大学を辞職し上京。喘息の療養の傍ら自由学園講師となり、以降18年間指導をする
- 1964年 - この頃から約20年、旧軽井沢の「堀辰雄1412番山荘」にて夏を過ごす
- 1979年 - 隣家から出火、自宅アトリエを全焼。描きためた作品のほとんどを焼失
- 1992年 3月24日 - 省三、山中湖別荘にて死去
- 1993年 3月25日 - 山中湖別荘にて死去。享年90
- 1993年 - 7月、軽井沢町に「野の花美術館」開館
- 1993年 - 8月、盛岡市に「野の花美術館」開館

## 主な作品
- 立てる少女　（東京国立近代美術館に収蔵）

## 画集
- 野の花　第1集　第2集　綜合工房 1981-1982
- ヨーロッパ・スケッチ画集ⅠⅡ　銀の鈴社、1995
- 深沢紅子自選画集～野の花によせて
- 深沢紅子先生のけもない話 西真里子 教育出版センター 1994.5

## 絵画以外の著作
- 1974 絵のある詩集―随筆集　熊谷印刷出版部
- 1979 追憶の詩人たち―深沢紅子随筆集　教育出版センター
- 1985 野の花と遊ぶ　教育出版センター
- 1990 山ノボンペイ・街ノチャコ　深沢省三絵 岩手日報社